# Лооский храм
Лоо́ский храм — развалины средневекового христианского храма в микрорайоне Лоо Лазаревского района города Сочи, Краснодарский край, Россия.
Находится на вершине горы (308 м) в 1,5 км от берега Чёрного моря. Согласно выводам Лооской археологической экспедиции 1987—1997 УрГУ под руководством Б. Б. Овчинниковой, время постройки первого храма — X—XII вв.; в XIV в. он был восстановлен, но использовался в литургических целях недолго. В XV—XVI вв. его переоборудовали под крепость.

## Архитектура
Конструктивно Лооский храм является трёхнефным и трёхапсидным, относится к крестовокупольным церквям типа «вписанный крест». Лооский храм был построен, во многом, по образцу находящегося в Абхазии Бзыбского храма XI века (практика ориентации на имеющиеся образцы храмов при строительстве новых широко применялось в византийских провинциях, особенно в местах, христианизированных лишь недавно), однако несколько отличается от него техникой строительства и пространственными решениями.
При строительстве была применена облицовка с забутовкой внутренних поверхностей. Облицовочные плиты внешнего панциря храма, дошедшие до нашего времени в фрагментарном виде, вытесаны из местного белого органогенного, частично мраморизированного известняка, снаружи они были обожжены, что придало им ровный белый цвет. Внутренний панцирь Лооского храма сложен из плоских плит из местного известнякового песчаника серо-коричневого цвета, эти плиты уложены торцом к поверхности стены. Подобная техника является особенной для этого сооружения, у других черноморских памятников храмовой архитектуры оба панциря стен складывались из тёсаных блоков. Кладка скреплена раствором с известняковой связующей массой в качестве основы и заполнением из мелкого гравия. Этот раствор очень прочен, и плохо поддаётся выветриванию даже в местном субтропическом климате. Для выравнивания кладки при строительстве Лооского храма активно применялись строительная керамика (в частности, фрагменты плинфы) и осколки пифосов — керамических сосудов, что также является характерной особенностью данного памятника.
Касаемо внутреннего устройства храма, в центре симметрично расположены два основания некогда существовавших столбов, пара которых отделает западную часть храма от молитвенного зала. Торцы стен, разделяющие апсиды, оформлены пилястрами, как и внутренние, так и наружные пилястры соответствуют квадратных в основании столбов. Центральная апсида Лооского храма несколько удлинена, её пол приподнят над уровнем пола центрального нефа примерно на 30 см. Нартекс как таковой в планировке отсутствует (что также выделяет Лооский храм от остальных храмов того периода на черноморском побережье Кавказа и в Крыму).
Освещался храм узкими окнами (ширина проёмов достигает 0,4 м), с арочным завершением проёмов, выполненных из плит известняка и ракушечника. Вероятно, окна были застеклены стеклом зеленовато-голубоватого оттенка, фрагменты которого обнаружены в результате раскопок под руководством Овчинниковой. Стекло с подобным химическим составом появляется не ранее X—XII вв. в Византии. Кровля была уложена, по-видимому, черепицей красноватым оттенком.
Резной декор храма не дошёл до нашего времени, но в процессе раскопок были найдены орнаментированные обломки в частности, был обнаружен облицовочный блок с отдельными буквами греческого алфавита.

## Галерея

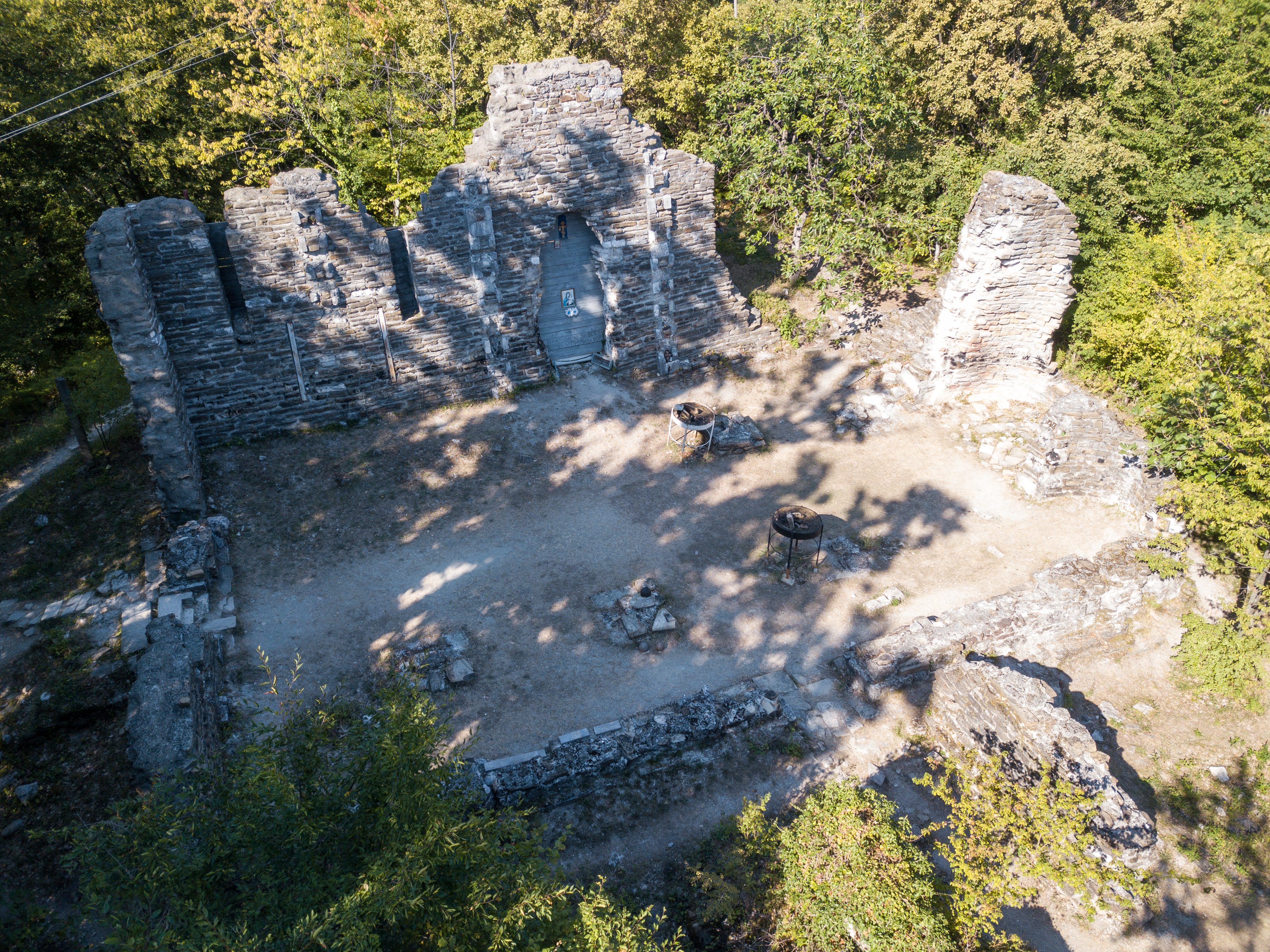
Лооский храм, вид с воздуха
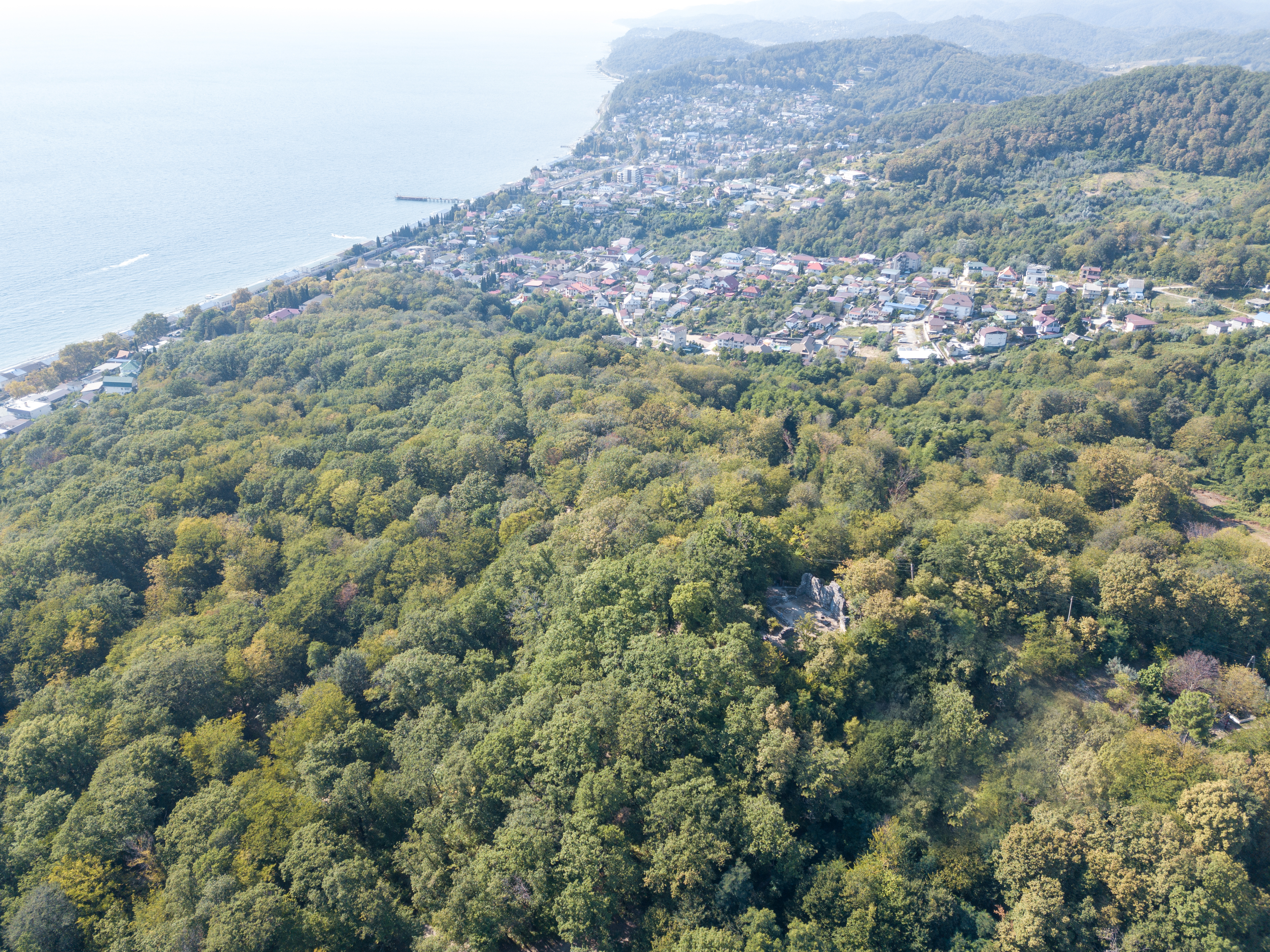
Окрестности Лооского храма
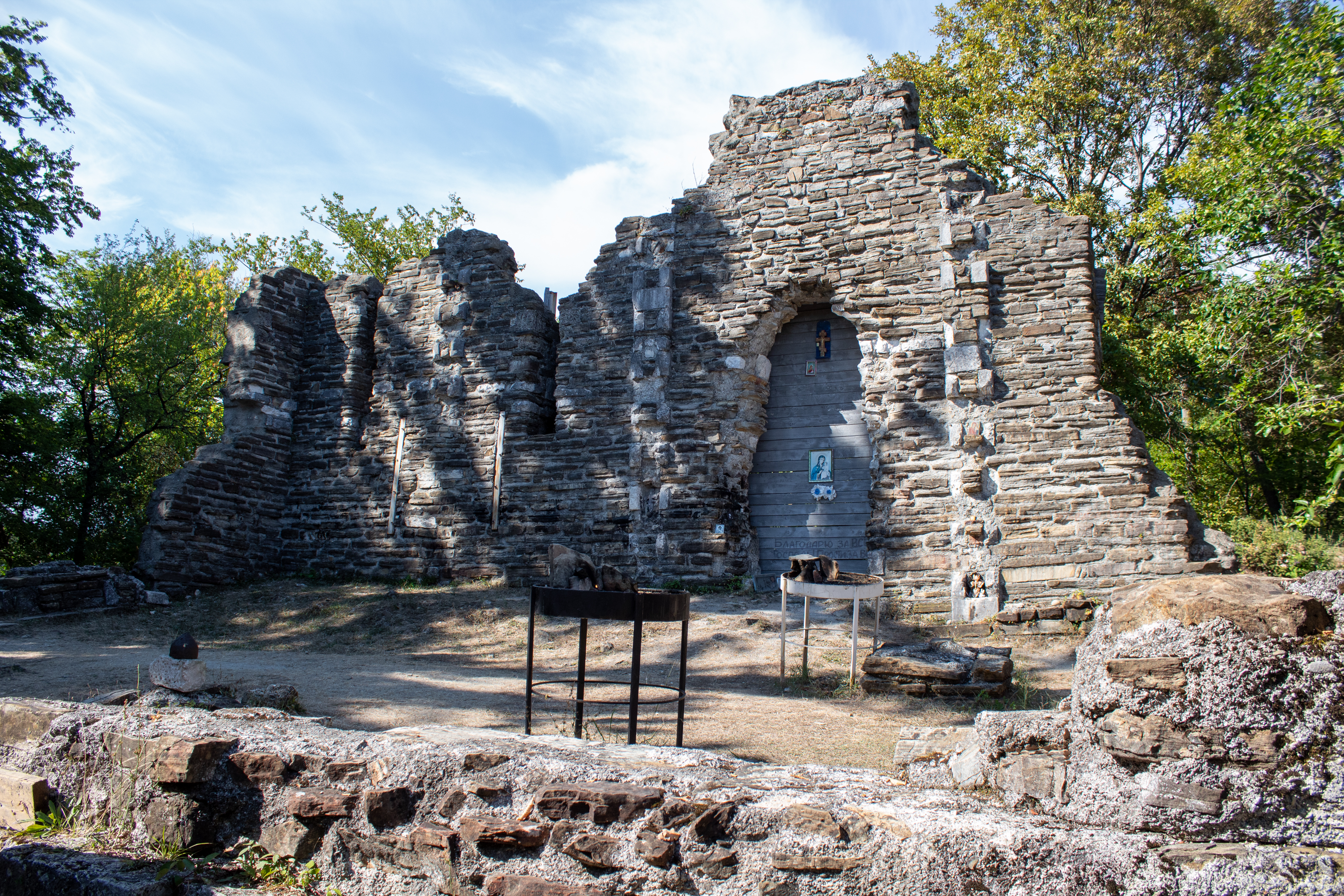
Лооский храм с земли
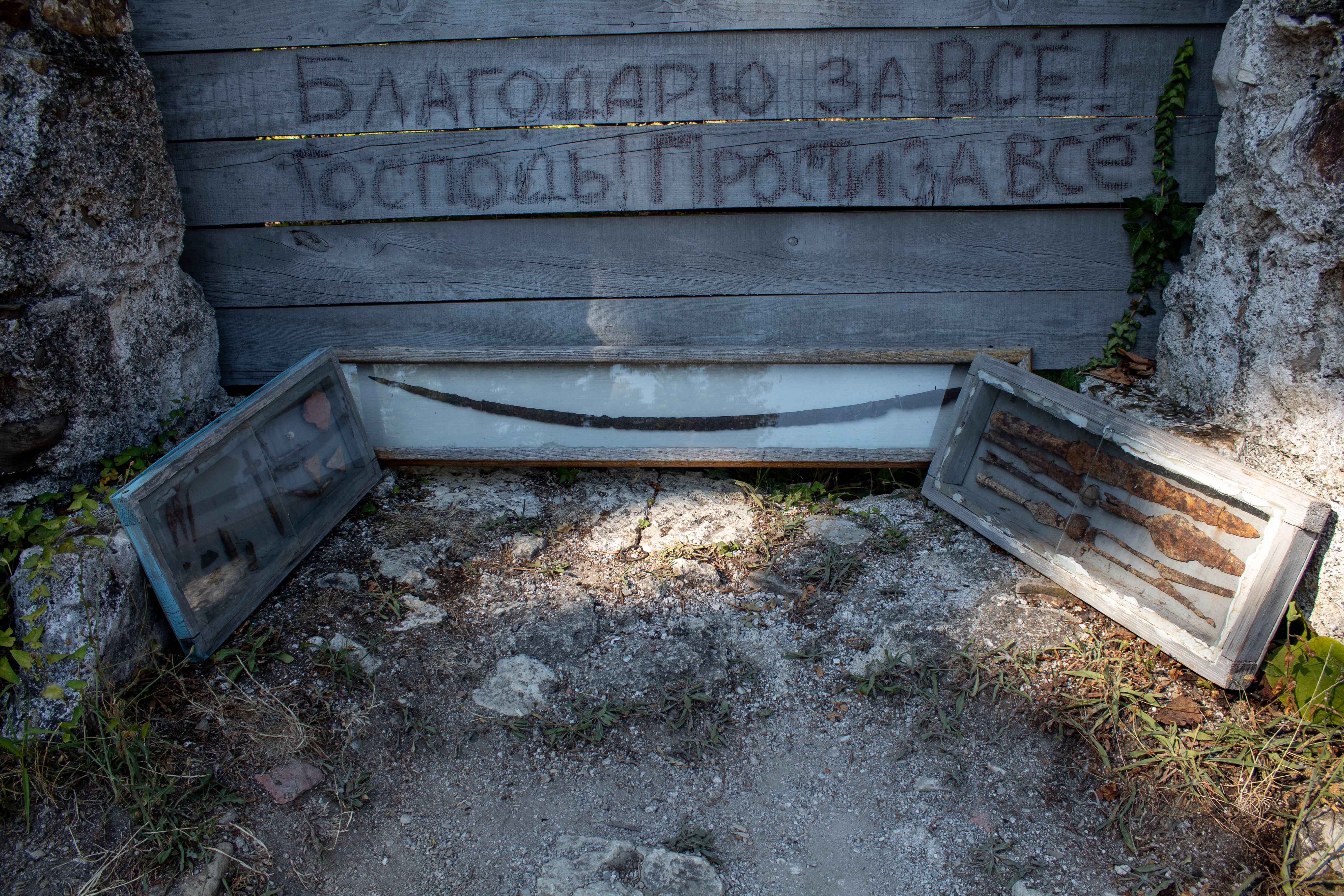
Археологические находки на территории храма